# Беленченковка

Беленченко́вка (укр. Біленченківка) — село,
Беленченковский сельский совет,
Гадячский район,
Полтавская область,
Украина.
Код КОАТУУ — 5320480401. Население по переписи 2001 года составляло 776 человек.
Является административным центром Беленченковского сельский совета, в который, кроме того, входят сёла
Грипаки,
Киблицкое,
Ореханово,
Осняги,
Островерховка,
Петроселовка,
Писаревщина,
Рудиков и
Степаненки.

## Географическое положение
Село Беленченковка примыкает к сёлам Степаненки, Писаревщина и Островерховка,
в 2,5 км расположен город Гадяч. 
По селу протекает пересыхающий ручей с запрудой.
Рядом проходит автомобильная дорога Т-1705.

## История
- 1840 — дата основания как село Стешевщина.
- 1948 — переименовано в село Беленченковка.

## Объекты социальной сферы
- Школа І—ІІ ст.